# Adonis, ou le bon nègre, anecdote coloniale
Pour les articles homonymes, voir Adonis.
Adonis, ou le bon nègre, anecdote coloniale, publié en 1798, est un roman de Jean-Baptiste Picquenard. Réédité en 1817, il a servi de modèle au premier roman de Victor Hugo, Bug-Jargal (1818-1826), comme l'a montré dès 1923 Servais Étienne dans Les Sources de Bug-Jargal. Il a été réédité une deuxième fois en 1836, avant de tomber dans l'oubli pendant plus d'un siècle et demi. Enfin, il a fait l'objet de deux rééditions modernes en 2005 et 2006.

## Résumé
L'action du roman est située dans les années 1790, au début de la Révolution des esclaves noirs de Saint-Domingue (ou Révolution haïtienne). Les événements se déroulent dans cette île, alors colonie française ; à la fin du récit toutefois, les personnages fuient la tourmente révolutionnaire et trouvent refuge aux États-Unis (dans la "province" de Virginie). Le personnage principal est le colon d'Hérouville, propriétaire par droit de succession d'une cafeterie et d'une quarantaine d'esclaves. La Révolution de Saint-Domingue éclate un an après son arrivée dans l'île. D'Hérouville est fait prisonnier, emmené avec d'autres Blancs dans le camp de Biassou (personnage historique, un des chefs de la Révolution), où il est témoin des supplices infligés aux colons par les anciens esclaves. Sa réputation d'humanité lui vaut d'échapper à ces mauvais traitements, et à la condamnation à mort : "j'ai appris", lui dit Biassou, "que tu avais été moins injuste envers tes Noirs que les autres habitants de cette île". D'Hérouville peut servir de secrétaire à Biassou, rédiger sa correspondance avec le gouvernement colonial ; cette autre considération explique également la clémence de Biassou à l'égard de son prisonnier. L'épouse et les enfants de d'Hérouville, restés libres, rejoignent le camp de Biassou, déguisés en Noirs, grâce aux bons offices de leur ancien esclave Adonis (que Mme d'Hérouville affranchit, ainsi que tous les autres esclaves de la plantation). La petite famille s'évade du camp, guidée par Adonis, qui emmène aussi Zerbine, sa bien-aimée "Vénus noire", et tous s'embarquent pour les États-Unis. Là, les deux couples vivent ensemble à égalité, partageant la propriété d'une métairie.

## Analyse
Le roman évoque par certains traits le roman moral et sentimental de la deuxième moitié du dix-huitième siècle ; il s'inscrit, par la valorisation du "bon maître" qui s'y traduit, dans le sillage de Julie ou la Nouvelle Héloïse de Rousseau, et de Paul et Virginie de Bernardin de Saint-Pierre. Au début du récit on apprend que d'Hérouville "a rejeté avec horreur [...] ces punitions affreuses que la plupart des habitants ses voisins infligeaient, avec un sang-froid si cruel, à ceux de leurs esclaves qui se rendaient coupables de la moindre négligence". D'Hérouville est récompensé de sa relative "douceur" par la fidélité de son ancien esclave.
Cependant, l'ouvrage affirme aussi des principes politiques antiesclavagistes, qui supposent la disparition du statut même de maître ; ainsi au dénouement le Blanc et le Noir entretiennent une relation amicale égalitaire. Le narrateur se montre favorable à l'abolition de l'esclavage de 1793-1794, même si l'on devine qu'il aurait préféré une abolition graduelle, plutôt qu'immédiate (conformément aux idées énoncées par Nicolas de Condorcet dans ses Réflexions sur l'esclavage des nègres). Il semble réservé à l'égard des violences perpétrées par les révolutionnaires, notamment par Biassou - qui selon les historiens s'est distingué des autres dirigeants de la révolte par son sadisme et sa cruauté.
Adonis ou le bon nègre relève en partie du genre du roman historique ; il représente, outre le conflit entre colons et esclaves, les oppositions entre les Blancs de la colonie, celles qui mettent aux prises notamment le gouvernement colonial (Philippe François Rouxel de Blanchelande) et les séparatistes hostiles à la métropole.